# Ciuperceni, Gorj
Ciuperceni là một xã thuộc hạt Gorj, România. Dân số thời điểm năm 2002 là 1760 người.